# Priest River
Priest River – miasto w Stanach Zjednoczonych, w północnej części stanu Idaho, w hrabstwie Bonner.

## Demografia
Według United States Census Bureau w 2012 r. posiadało 1716 mieszkańców. W roku 2023 liczba mieszkańców wzrosła do 1804 osób, a gęstość zaludnienia przekroczyła 181 osób/km².

## Położenie
Priest River znajduje się u ujścia rzeki Priest do rzeki Pend Oreille (która z kolei jest dopływem Kolumbii). Przez miasto przebiega magistrala drogowa U.S. Route 2.